# 121
Aquesta pàgina és per a l'any. Per al nombre, vegeu cent vint-i-u.

## Esdeveniments
Països Catalans
Resta del món
- Construcció del Temple de Venus i Roma.

## Naixements
Països Catalans
Resta del món
- 26 d'abril: Emperador romà Marc Aureli (m. 180).[1]